# Berwick Bridge

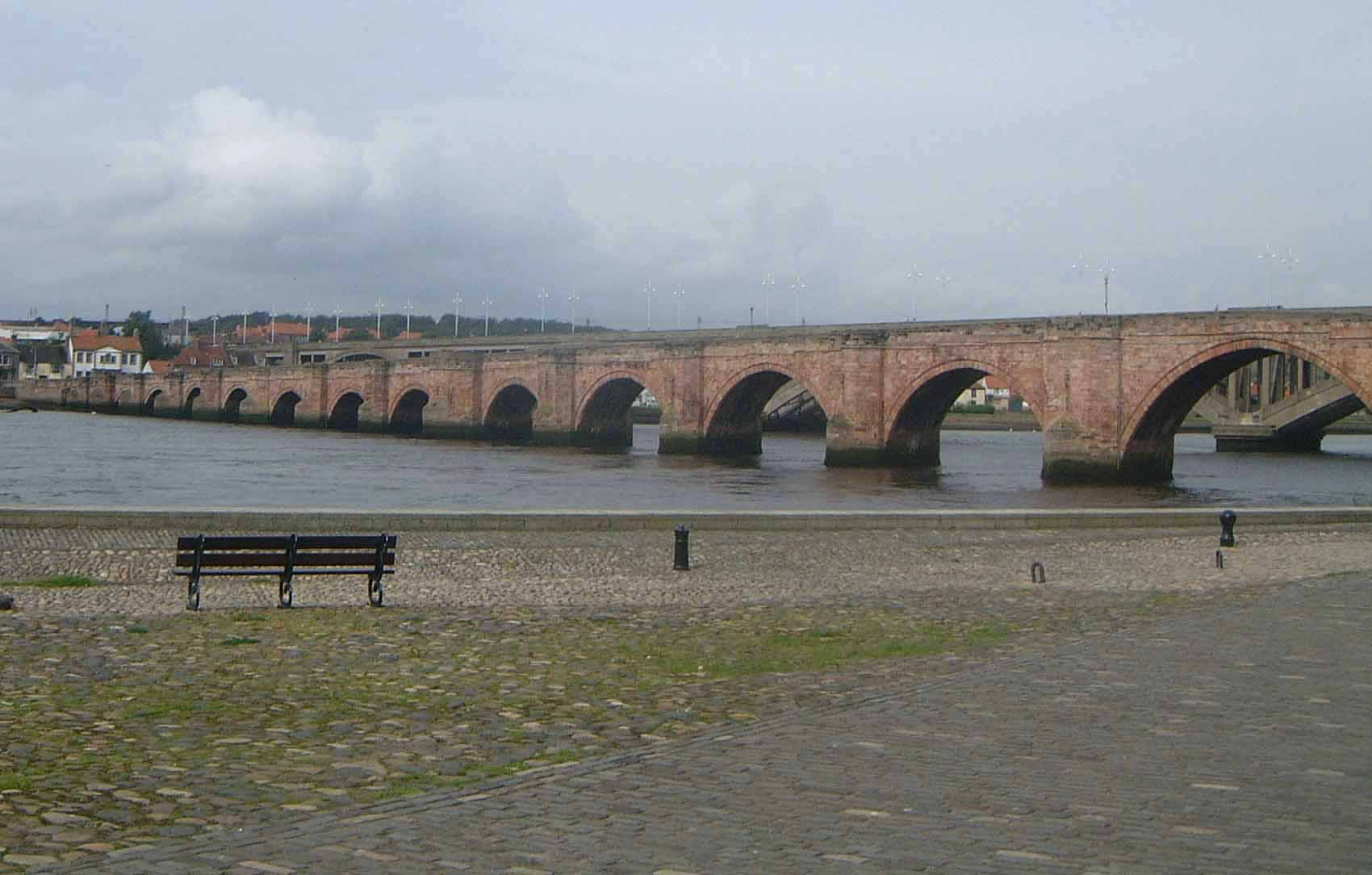
Berwick Bridge, Ansicht vom Nordufer aus

Die Berwick Bridge, auch Old Bridge genannt, überbrückt den Fluss Tweed in Berwick-upon-Tweed, Northumberland, England. Das gegenwärtige Bauwerk ist eine zwischen 1611 und 1624 errichtete Steinbrücke, die in der englischen Denkmalliste als Grade I geschützt ist. An dem gleichen Ort gab es vier frühere Brücken, von denen zwei durch Hochwasser zerstört wurden (die ursprüngliche Brücke im Jahr 1199 und die dritte Brücke 1294), eine durch einen englischen Angriff im Jahr 1216, während die 1376 gebaute letzte Brücke bestand bis König Jakob I. von England den Bau der gegenwärtigen Brücke befahl. Sie war zu dieser Zeit ein Teil der wichtigsten Straße zwischen Edinburgh und London, und der König (der auch Jakob VI. von Schottland war) musste 1603 auf dem Weg zu seiner Krönung in London die damals marode Holzbrücke überqueren.
Die Brücke ist 355 m lang und 5 m breit. Sie besteht hauptsächlich aus Tweedmouth-Sandstein. Sie hat 15 Bögen mit dorisch anmutenden Pfeilervorbauten (obwohl ursprünglich nur 13 geplant waren). James Burell, der Baumeister der Brücke, musste 1621, als die Brücke fast fertig war, gegen Hochwasser kämpfen, was ihre Fertigstellung um mehrere Jahre verzögerte. Das Bauwerk kostete angeblich £ 15.000.
Die Brücke verlor ihre Bedeutung für den Straßenverkehr als die Hauptstraße nach Westen verlegt wurde, zunächst zu der 1920 aus Stahlbeton gebauten Royal Tweed Bridge und schließlich in den 1980er Jahren, als eine Ortsumgehung die A1 vollständig um Berwick herumleitete. Die Brücke hat nun eine Einbahnstraße von Osten nach Westen (d. h. von Berwick nach Tweedmouth). Die Einbahnstraßenregelung dürfte endgültig werden und traf kaum auf Widerstand seitens der örtlichen Geschäftsleute; die nun ruhigere Bridge Street eröffnete ihnen sogar die Möglichkeit, die Straße an bestimmten Sonntagen zu schließen und Märkte mit örtlichen Produkten und Waren abzuhalten.